# 郝婷
郝婷（2001年3月23日—），中国艺术体操运动员，2023年亚洲艺术体操锦标赛集体全能、5人圈操、3人带操+2人球操金牌得主、团体铜牌得主、2023年世界艺术体操锦标赛5人圈操金牌得主、集体全能和3人带操+2人球操银牌得主。

## 经历
2013年9月进入江苏省艺术体操队。